# 我相信我会飞
《I Believe I Can Fly》是一首由R&B歌手R·凱利於1996年是所作的歌。填詞，發行及主唱也是由R·凱利一手包辦。這首歌於電影《太空也入樽》中第一次出現。
《I Believe I Can Fly》曾經是排行榜Billboard Hot 100裡面的第二位，R&B排行的第一位，及英國排行的第一位。這首歌被收錄於1998年凱利的專輯R。這歌後來更在雜誌《滾石》的「500首精選歌曲」中排行第406位。